# ISO 3166-2:GG
Die zur Kennzeichnung geografischer Einheiten dienende Liste der ISO 3166-2-Codes für die Vogtei Guernsey enthält ausschließlich den Code für die Vogtei Guernsey. Es existieren keine weiteren Unterteilungen.

Dieser Code besteht nur aus einem Teil. Dieser gibt den Code gemäß ISO 3166-1 (für die Vogtei Guernsey GG) wieder.
Die aktuellen Codes stehen auf der Seite der ISO unter #iso:code:3166:GG zur Verfügung.

Auch die Kanalinseln Guernsey, Alderney, Sark, Herm, Jethou, Brecqhou, Burhou werden mit dem Regionscode GG erfasst, da sie zur Vogtei (bailiwick) Guernsey gehören.